# Città del Gilgit-Baltistan
Lista di città del Gilgit-Baltistan, l'ente autonoma nel nord Pakistan, indicate per appartenenza.

## Distretti

### Gilgit
- Gilgit
- Danyor
- Asqurdas
- Gialalabad
- Jutal
- Juglot
- Sultanabad
- Oshikhandass
- Jutial
- Minawar
- Matumdas

### Ghizer
- Gacuch
- Yasin
- Damas
- Singal
- Ishkoman

### Skardu
- Skardu
- Gamba
- Hussainabad
- Thowar
- Komra
- Kwardo

### Hunza
- Aliabad
- Karimabad
- Ahmadabad
- Ghanish
- Gojal
- Sust
- Shimshal
- Misgar
- Passu
- Gulmit
- Nasir Abad
- Mayoon
- Khana Abad

### Nagar
- Nagar Khas
- Asqurdas
- Chalt
- Nagar - II
- Ghulmat
- Thole
- Qasimabad

### Shigar
- Shigar
- Sildi
- Mehdiabad
- Askole

### Diamer
- Cilas
- Darel
- Tangir

### Astor
- Bunji (o Boanzhi)
- Idga
- Chilim
- Tarzay
- Ghorkot
- Biyan
- Nowgam
- Minemarg

### Ghanshe
- Khaplu Bala
- Khaplu Pain
- Chorbat

### Kharmang
- Tolti
- Kharmang